# جلبان عريض الأوراق
جُلْبَان عريض الأوراق نبات عشبي معمر عديد الضروب يعلو من متر إلى ثلاثة أمتار. ساقه مضلعة رباعية الأجنحة. وريقاته مستعرضة لسنة النصل البارز العروق. أزهاره كبيرة مستطيلة المعاليق. ألوانها مختلفة يكثر فيها الأحمر. إزهراره يستمر من حزيران إلى آب. موطنها الأصلي أوروبا ولكنها موجودة في قارات أخرى، مثل أمريكا الشمالية وأستراليا، حيث غالبًا ما تُرى على جوانب الطرق.